# Vodil
Vodil ist ein Dorf (qishloq) in der usbekischen Viloyat Fargʻona im Ferghanatal und Hauptort des Bezirks Fargʻona.
Vodil liegt etwa 25 km südlich der Viloyathauptstadt Fargʻona an der Grenze zu Kirgisistan. Der Fluss Shohimardonsoy fließt, von dem zwei Kilometer südlich gelegenen kirgisischen Ort Pulgon kommend, durch Vodil.
Gemäß der Bevölkerungszählung 1989 hatte der Ort 17.551 Einwohner,  einer Berechnung für 2002 zufolge betrug die Einwohnerzahl 29.400.